# Sparganothoides cornutana
Sparganothoides cornutana es una especie de lepidóptero del género Sparganothoides, tribu Sparganothini, familia Tortricidae. Fue descrita científicamente por Kruse & Powell en 2009.
La longitud de las alas anteriores es de 6,9 a 8,4 milímetros para los machos y de 6,8 a 9,9 milímetros para las hembras. Se distribuye por México, en el estado de Chiapas (San Cristóbal de Las Casas).